# Тасмурадов, Эльмурат Зулыпкарович
Эльмурат Зулыпкарович Тасмурадов (каз. Елмұрат Зұлыпқарұлы Тасмұратов, узб. Elmurod Tasmurodov, род. 12 декабря 1991) — узбекский борец греко-римского стиля казахского происхождения. 5-кратный чемпион Азии, трехкратный призёр чемпионатов мира и бронзовый призёр Олимпийских игр 2016 года в Рио-де-Жанейро.

## Биография
Родился в 1991 году в селе Кызыл-ту Бостанлыкского района Ташкентской области. В 2004 году родители отправили его на историческую родину в Казахстан, где в городе Туркестан он 4 года проучился в школе-интернате имени Бекзата Саттарханова. Был одним из кандидатов в национальную сборную Казахстана. После проигрыша в турнире имени Даулета Турлыханова в 2008 году он лишился такой возможности.
В 2012 году стал серебряным призёром чемпионата Азии, а на Олимпийских играх в Лондоне занял 16-е место.
В 2013 году стал чемпионом Азии и завоевал бронзовую медаль чемпионата мира, в 2014 году повторил этот результат. Дойдя до полуфинала не смог пройти в финал, однако в схватке за 3-е место одержал победу и стал бронзовым призёром Олимпийских игр 2016 года в Рио-де-Жанейро
В 2018 году в четвертый раз завоевал титул чемпиона Азии по греко-римской борьбе. В 2019 году стал серебряным призёром чемпионата Азии. В феврале 2020  года стал чемпионом Азии в Нью-Дели. В декабре 2021 года заявил о завершении спортивной карьеры.

## Награды
- Орден «Мехнат шухрати».
- Почётный знак «За заслуги в развитии физической культуры, спорта и туризма» (27 ноября 2020 года, Межпарламентская ассамблея СНГ) — за значительный вклад в развитие физической культуры, спорта и туризма в государствах — участниках Содружества Независимых Государств, реализацию идей сотрудничества в сфере физической культуры, спорта и туризма[6]